# Dopolnilno zdravljenje
Dopolnilno ali adjuvantno zdravljenje pomeni v onkologiji zdravljenje rakave bolezni z zdravili, potem ko je bil rak že kirurško izrezan. Uporabi se, kadar obstaja tveganje za ponovitev bolezni po kirurškem zdravljenju, z namenom za izboljšanje poteka in izidov bolezni. Cilj dopolnilnega sistemskega zdravljenja je predvsem uničiti morebitne mikrozasevke v oddaljenih
organih in tako preprečiti razvoj razsejanega raka. Lahko gre za obsevanje prizadetega predela telesa ali pa za sistemsko dopolnilno zdravljenje z zdravili. Sistemsko dopolnilno zdravljenje pogosto zajema zdravljenje s kemoterapijo (gre za t. i. dopolnilno ali adjuvantno kemoterapijo), lahko pa gre za hormonsko dopolnilno zdravljenje (na primer pri nekaterih oblikah raka dojke) ali pa zdravljenje s tarčnimi zdravili.